# Circuito de Getxo 2009
Il Circuito de Getxo 2009, sessantaquattresima edizione della corsa e valida come evento dell'UCI Europe Tour 2009 categoria 1.1, si svolse il 31 luglio 2009 su un percorso totale di 185,4 km. Fu vinto dallo spagnolo Koldo Fernández che terminò la gara in 4h07'34", alla media di 44,93 km/h.
Partenza con 122 ciclisti, dei quali 106 portarono a termine il percorso.

## Ordine d'arrivo (Top 10)
| Pos. | Corridore           | Squadra       | Tempo    |
| ---- | ------------------- | ------------- | -------- |
| 1    | Koldo Fernández     | Euskaltel     | 4h07'34" |
| 2    | Juan Pablo Forero   | C. es Pasión  | s.t.     |
| 3    | Mikel Gaztañaga     | Contentpolis  | s.t.     |
| 4    | Takashi Miyazawa    | EQA-Meitan    | s.t.     |
| 5    | Joaquín Sobrino     | Burgos        | s.t.     |
| 6    | Matthias Friedemann | PSK Whirlpool | s.t.     |
| 7    | José Luis Carrasco  | Andalucia     | s.t.     |
| 8    | Hilton Clarke       | Fuji          | s.t.     |
| 9    | Edwin Parra         | Boyacá        | s.t.     |
| 10   | Manuel Ortega Ocaña | Andalucia     | s.t.     |